# Cickom, cickom
A Cickom, cickom kezdetű gyermekdalt Szabó József gyűjtötte a Heves vármegyei Mátraballán 1885–1887 között.
A cickomozás egy jellegzetes nagyböjti táncos játék . A fiatalok énekelve körbeálltak, a kör közepén álló leány pedig az
„add nekem azt” szövegrésznél párt választott, akivel táncolni kezdett. A „szita‐szita péntek, szerelemcsütörtök, dobszerda...” szövegsor varázsló ráolvasást jelent.
A cickom szó jelentése ismeretlen. Az A legények regimentjével kezdődő részt nem mindig éneklik.
Feldolgozások:
| Szerző          | Mire                                    | Mű                                                       | Előadás |
| --------------- | --------------------------------------- | -------------------------------------------------------- | ------- |
| Szőnyi Erzsébet | két szólam, két furulya, csengő, kisdob | Cickom                                                   |         |
| Bartók Béla     | zongora                                 | Gyermekeknek, I. rész, 5. darab: Poco Allegretto (Játék) | [ 6 ]   |
| Gárdonyi Zoltán | négykezes zongora                       | Bújj, bújj, zöld ág, 2. darab                            |         |
| Petres Csaba    | négy furulya                            | Tarka madár, 60. kotta                                   |         |
| Ludvig József   | ének, gitárakkordok                     | Kis kacsa fürdik…, 14. oldal                             |         |

## Kotta és dallam
Cickom, cickom, vagyon- e szép lányod?

Vagyon, vagyon, de mi haszna vagyon?

Add nekem azt, elkapom azt,

szita-szita péntek, szerelemcsütörtök, dobszerda.

A legények regimentje igen cifra,

benne forog Sándor Panka, igen nyalka.

Icce, ucca, Rebeka, de ékes a dereka, galambocska.

Ha ékes is, illeti, barna legény szereti, galambocska.

## Felvételek
- Népdal: Cickom, cickom. Budapesti Szamuely Tibor Ének-Zenei Általános Iskola Énekkara  YouTube (1987. szeptember 6.)  (Hozzáférés: 2016. május 8.) (audió) egy szólamú énekkar
- Cickom, cickom. Török Erzsébet és Magyar Rádió és Televízió Kamaraegyüttese András Béla vezényletével  YouTube (1966. november 11.)  (Hozzáférés: 2016. május 8.) (audió)
- Cickom, cickom (gyerekdal, népdal). Gryllus Vilmos és a Marczibányi téri Kodály iskola tanulói  YouTube (2013. október 28.)  (Hozzáférés: 2016. május 8.) (audió)
- Cickom, cickom. Gyenes Enikő és Tóth Krisztina  YouTube (2013. november 25.)  (Hozzáférés: 2016. május 8.) (videó) négykezes zongora